# إغريمة براونية
غريميا براونية (الاسم العلمي: Grimmia brownii) هي نوع من النباتات تتبع جنس الغريميا من الفصيلة الغريمية.